# Wesley Gassova Ribeiro Teixeira
Wesley Gassova Ribeiro Teixeira (nascut el 5 de març de 2005), conegut com a Wesley Gassova o simplement Wesley, és un futbolista brasiler que juga com a davanter al club de la Pro League saudita Al-Nassr.

## Carrera de club

### Corinthians
Nascut a São Paulo, Wesley es va unir a la formació juvenil del Corinthians el 2016, a l'equip sub-11. El 12 d'abril de 2022, va signar el seu primer contracte professional amb el club, després de pactar un contracte de tres anys.
Wesley va debutar amb el primer equip el 20 d'abril de 2022, entrant com a substitut de Gustavo Silva a la segona part en un empat 1-1 fora de casa contra l'Portuguesa-RJ, per a la Copa do Brasil de l'any. El seu debut a la Sèrie A va tenir lloc el 7 de juny, quan va tornar a substituir Gustavo en una derrota per 1-0 fora de casa contra el Cuiabá.
Wesley va marcar el seu primer gol com a professional l'1 d'agost de 2023, marcant el guanyador en una victòria a casa per 2-1 davant el Newell's Old Boys, per a la Copa Sudamericana de l'any. El 28 d'abril següent, va marcar un doblet en una victòria a casa per 3-0 contra el Fluminense.

### Al-Nassr
El 30 d'agost de 2024, Wesley va signar pel club de la Saudi Pro League Al-Nassr amb un contracte de quatre anys.
El novembre de 2024 va marcar el seu primer gol amb el club a la Lliga de Campions Elite de l'AFC 2024–25, marcant el quart gol contra el defensor del títol, Al-Ain. També va assistir al 5è gol, tot en només 11 minuts de joc.

## Vida personal
El pare de Wesley, Wladimir, també va ser futbolista, que va jugar amb equips de lligues inferiors a Portugal i Bèlgica.

## Palmarès
Brasil sub-20
- Campionat sud-americà de futbol juvenil : 2025

Individual
- Samba d'Or Millor jugador brasiler sub-20 de l'any: 2024.[7]